# Сингх, Раджиндер (хоккеист на траве, 1958)
Раджиндер Сингх (англ. Rajinder Singh, 7 января 1958, Амритсар, Индия) — индийский хоккеист (хоккей на траве), полевой игрок. Олимпийский чемпион 1980 года.

## Биография
Раджиндер Сингх родился 7 января 1958 года в индийском городе Амритсар.
Учился в колледже Бриджиндра в Фаридкоте. 
Играл в хоккей на траве за Пенджабский университет и Индийские железные дороги.
В 1980 году вошёл в состав сборной Индии по хоккею на траве на летних Олимпийских играх в Москве и завоевал золотую медаль. Играл в поле, провёл 1 матч, забил 2 мяча в ворота сборной Кубы.
В 1982 году в составе сборной Индии завоевал серебряную медаль хоккейного турнира летних Азиатских игр в Нью-Дели.